# Herb Lubmina
Herb Lubmina – herb gminy Lubmin stanowi hiszpańską tarczę herbową dzieloną w słup, na której na niebieskim polu pofalowana srebrna nić dzieli pole pierwsze na dwie części: u góry jasne, złote słońce, na dole unosząca się w lewo srebrna ryba. W drugim polu o kolorze srebrnym, niebieska sosna.
Herb został zaprojektowany przez heraldyka Heinza Kippnicka ze Schwerina i zatwierdzony został 23 czerwca 2006 przez Ministerstwo Spraw Wewnętrznych (Bundesministerium des Innern, für Bau und Heimat).

## Objaśnienie herbu
Słońce, pofalowana nić oraz ryba odzwierciedlają morski charakter gminy. Ryba oznacza również niegdyś ważne rybactwo. Sosna odnosi się do lasu sosnowego, porastającego wybrzeże klifowe. Główne kolory niebieski i srebrny informują o przynależności gminy do Pomorza Przedniego.